# Calonge de Segarra
Calonge de Segarra è un comune spagnolo situato nella comunità autonoma della Catalogna.